# Schloss Seeleiten

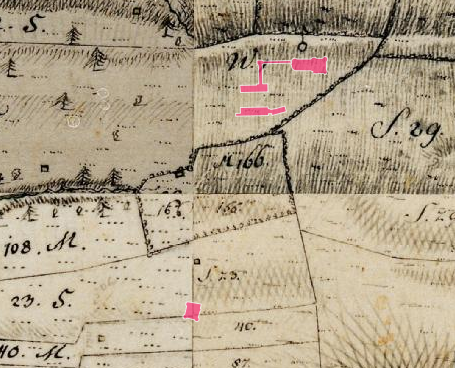
Lageplan von Schloss Seeleiten (mit Kavaliershaus) Urkataster von Bayern

Das Schloss Seeleiten ist das Herrenhaus des ehemaligen Gutes Seeleiten, einem heutigen Ortsteil der Gemeinde Seehausen am Staffelsee im oberbayerischen Landkreis Garmisch-Partenkirchen. Das Herrenhaus wurde nach Plänen des Münchner Architekten Emanuel von Seidl 1903–1904 für Max von Seubert errichtet.
Das Schloss Seeleiten steht unter Denkmalschutz und ist unter dem Aktenzeichen D-1-80-132-22 in der Denkmalliste des Bayerischen Landesamtes für Denkmalpflege erfasst. Unter dem gleichen Aktenzeichen sind die Remise (Landwirtschaft), ein Wagenschuppen, ein Geräteschuppen, das Torhaus, das Kutscherhaus, der Laubengang,  ein Stall und das Gästehaus erfasst. Das Kavaliershaus des Schlosses Seeleiten ist unter dem Aktenzeichen D-1-80-124-72 erfasst.

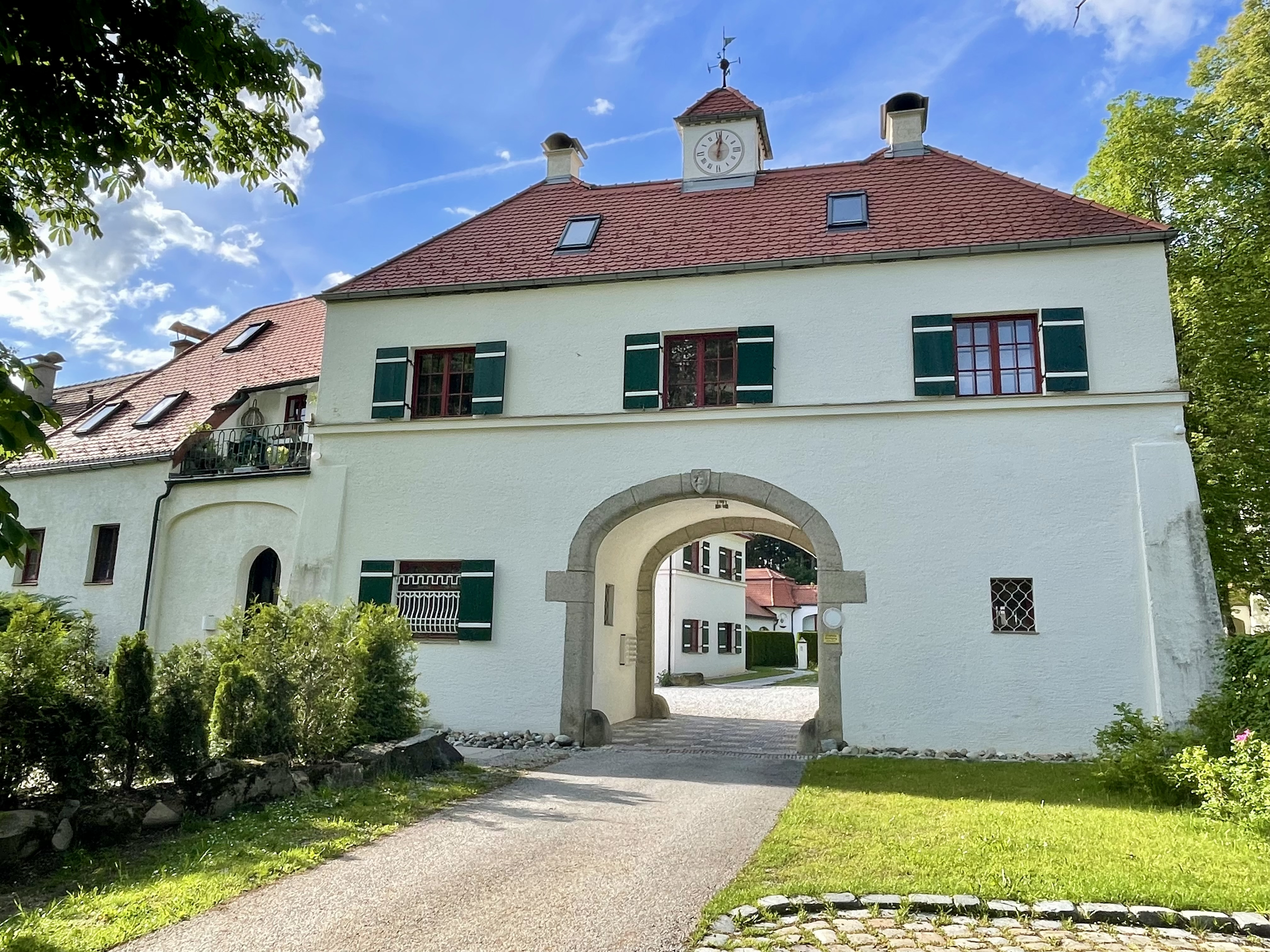
Das Torhaus von Schloss Seeleiten

Das Herrenhaus dort folgendermaßen beschrieben:

„Von Emanuel von Seidl, 1903/04, 1984–89 Umbau zur Eigentumswohnanlage. Das Herrenhaus ist ein zweigeschossiger kubischer Zeltdachbau mit Eckerker, Giebelrisalit, hohem rundem Eckturm und zurückgesetztem Walmdach-Längsbau in barockisierenden Jugendstilformen.“

Zum sogenannten „Kavalierhaus“ des Schlosses steht dort:

„Ehemaliges sogenanntes Kavalierhaus des Schlosses Seeleiten (siehe Baudenkmäler in Seeleiten), Flachsatteldachbau im alpenländischen Heimatstil mit aufgezimmertem Obergeschoss, Lauben und polygonalen Eckerkern, nach Entwurf von Emanuel von Seidl, 1909, nach Brand 1925 von Gustav Reuter vergrößert und überformt.“

Von 1984 bis 1989 erfolgte der Umbau zu einer Eigentumswohnanlage.